# Mara Scherzinger
Mara Scherzinger, född 23 september 1989, tysk skådespelerska. Hon är mest känd för rollen som Anna Peterson i TV-serien Blue Water High, men har också varit med i den tyska filmen Liebe und Verlangen som Torchy.

## Fotnoter
1. ↑  Internet Movie Database, IMDb-ID: nm1516296co0047972, läst: 13 augusti 2015.[källa från Wikidata]
2. ↑  Česko-Slovenská filmová databáze, 2001, ČSFD person-ID: 405951.[källa från Wikidata]